# Berane

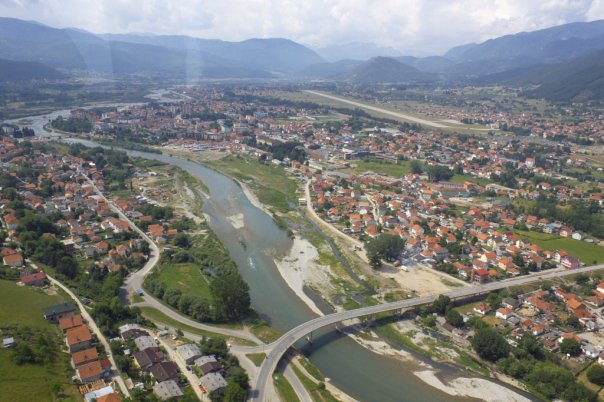
Vogelschau auf Berane

Berane (serbokroatisch-kyrillisch Беране) ist eine Stadt mit etwa 11.800 Einwohnern in Montenegro.

## Geographie
Berane liegt in einem Talkessel am fischreichen Fluss Lim, an der Abzweigung der Straße nach Andrijevica von der Hauptstraße Bijelo Polje–Rožaje und besitzt einen kleinen Regionalflughafen. Die Stadt stellt einen wichtigen Ausgangspunkt für Ausflüge ins Bjelasica-Gebirge mit den Bergseen Pešića Jezero, Ursulovačko Jezero und Šiško Jezero dar.

## Geschichte
Die Siedlung wurde 1862 auf Anordnung des türkischen Generals Hüseyin Avni Pascha als osmanisches Militärlager gegründet. Der Ort lag lange an der Grenze zwischen Montenegro und dem Osmanischen Reich und war dadurch oft Schauplatz heftiger und blutiger Kämpfe. Von 1946 bis 1992 hieß die Stadt Ivangrad, benannt nach Ivan Milutinović (1901–1944), einem montenegrinischen Mitglied der Kommunistischen Partei Jugoslawiens und Militärführer im Kampf der Partisanen während des Zweiten Weltkriegs.
In der Umgebung entdeckten Forscher in den 1950er Jahren Gegenstände und Skelette, die aus der Steinzeit stammen.
Im Jahr 2013 wurde aus den überwiegend muslimischen Dörfern die Gemeinde Petnjica gebildet.

## Bevölkerung
Die eigentliche Stadt Berane hat etwa 12.000 Einwohner.
Zur Volkszählung von 2011 hatte die Gemeinde Berane 33.970 Einwohner, von denen sich 14.592 (42,96 %) als Serben, 8.838 (26,02 %) als Montenegriner, 6.021 (17,72 %) als Bosniaken, 1.957 (5,76 %) als Muslime und 531 (1,56 %) als Roma bezeichneten. Daneben leben in der Stadt noch weitere kleinere Bevölkerungsgruppen.
| Jahr      | 1872 | 1962   | 1965   | 1972   | 1981   | 1991   | 2003   | 2011   |
| Einwohner | 860  | 10.600 | 12.000 | 19.000 | 12.720 | 12.267 | 11.776 | 11.073 |

## Sehenswürdigkeiten
Etwas außerhalb der Stadt, in der Nähe des Friedhofs, befindet sich das orthodoxe Kloster Đurđevi Stupovi, welches 1213 gegründet wurde. In der Nähe der Stadt befindet sich auf dem Berg Jasikovac ein Denkmal, das an 30 gefallene Partisanen, die bei den Kämpfen 1941 erschossen wurden, erinnert.

## Städtepartnerschaften
Berane listet folgende zwölf Partnerstädte auf:
| Stadt               | Land                    | seit |
| ------------------- | ----------------------- | ---- |
| Adana               | Türkei                  |      |
| Çiğli               | Türkei                  |      |
| Čukarica (Belgrad)  | Serbien                 | 1985 |
| Dudelange           | Luxemburg               |      |
| Esch an der Alzette | Luxemburg               |      |
| Kostroma            | Russland                | 2005 |
| Pejë                | Kosovo                  | 1998 |
| Staro Nagoričane    | Nordmazedonien          | 2015 |
| Subotica            | Serbien                 | 2018 |
| Teramo              | Italien                 | 1985 |
| Vrnjačka Banja      | Serbien                 | 2015 |
| Zavidovići          | Bosnien und Herzegowina |      |

## Söhne und Töchter der Stadt
- Fahrudin Radončić (* 1957), bosnischer Journalist und Unternehmer
- Vukašin Dobrašinović (* 1964), jugoslawischer Boxer
- Dejan Čukić (* 1966), Schauspieler
- Dragan Adžić (* 1969), Handballtrainer
- Boban Rajović (* 1971), Sänger
- Dragoslav Jevrić (* 1974), Fußballspieler
- Maja Savić (* 1976), Handballspielerin
- Marijana Jankovic (* 1982), dänische Schauspielerin serbischer Herkunft
- Sonja Barjaktarović (* 1986), Handballspielerin
- Elsad Zverotić (* 1986), montenegrinisch-schweizerischer Fußballspieler
- Stefan Babović (* 1987), Fußballspieler
- Admir Adrović (* 1988), Fußballspieler
- Ivana Bulatović (* 1994), Skirennläuferin